# Sibusile Xaba
Sibusile Xaba (* 1984 in Emadadeni, Newcastle (Südafrika)) ist ein südafrikanischer Musiker (Gitarre, Gesang, Songwriting); er gilt als Vertreter der südafrikanischen Maskandi-Musik.

## Leben und Wirken
Xaba wuchs mit den Gesängen der iZayoni-Kirche auf und spielte als jugendlicher Autodidakt auf einer selbstgebauten Gitarre. Er zog nach Pretoria, wurde zum Schauspielstudium zugelassen, zog dann aber die nicht-staatliche Ochrim School of Music vor, wo er bei Madala Kunene und dann bei Philip Tabane von Grund auf Gitarre lernte. Während seines Studiums wurde er Teil des achtköpfigen Bandprojekts Green Orange, in dem er vor allem als Rhythmusgitarrist und Texter agierte. Die Band hatte beachtliche Erfolge, zerbrach aber früh. Das aus ehemaligen Bandmitgliedern gebildete Nachfolgeprojekt 4 Seasons wurde ein sehr populärer Act in Pretoria und Johannesburg; es kam zu Auftritten beim Fan-Festival der Fußballweltmeisterschaft 2010, Joy of Jazz 2010, dem State Theatre Festival 2011 oder dem United Nations Festival S.A.
2017 veröffentlichte Xaba bei Mushroom Hour Half Hour sein Debütalbum unter eigenem Namen, eigentlich ein Doppelalbum mit den beiden CDs Open Letter to Adoniah und Unlearning. John Lewis wies in seiner Besprechung der Produktion darauf hin, dass er von Tabanes Malombo und von Kunene her komme, seine Musik aber hin zu einem freiflotierenden Weltjazz entwickelt habe, der insbesondere auf der von  Ariel Zamonsky und Bonolo Nkoane begleiteten und von Nduduzo Makhathini unterstützten CD Unlearning  irgendwo zwischen John Martyns Solid Air, brasilianischer Tropicalia-Musik und den Violent Femmes anzusiedeln sei. 2020 folgte das Album Ngiwu Shwabada. Gemeinsam mit Ashley Kgabo bildete er mit mosambikanischen und südafrikanischen Musikern die Formation IzangoMa, die ihr Album Ngo Ma (Brownswood Recordings, 2023) veröffentlichte. Er ist auch auf Alben von Tumi Mogorosi, Thabang Tabane und Keleketla! zu hören.